# Абс, Герман
Герман Йозеф Абс (нем. Hermann Josef Abs; 15 октября 1901[…], Бонн, Пруссия — 5 февраля 1994[…], Бад-Зоден, Гессен) — немецкий банкир и предприниматель. Изучал экономику и право в Боннском университете. Был членом совета директоров Deutsche Bank в 1938—1945 годах и входил в управляющие органы 44 компаний нацистской Германии, включая фирму «IG Farben». 16 января 1946 года был арестован по подозрению в совершении военных преступлений и освобождён через три месяца. Являлся председателем правления Deutsche Bank в 1957—1967 годах, после чего был председателем наблюдательного совета до 1976 года.

## Награды и отличия
- 1968 — Премия Бернарда Хармса от Кильского института мировой экономики (Кильский университет, Германия)

## Библиотграфия
- Zeitfragen der Geld- und Wirtschaftspolitik; aus Vorträgen und Aufsätzen, Frankfurt am Main, F. Knapp, 1959.
- Lebensfragen der Wirtschaft, Düsseldorf ; Wien : Econ, 1976.